# 桥南街道 (广州市)
桥南街道，是中华人民共和国广东省广州市番禺区下辖的一个乡镇级行政单位。

## 行政区划
桥南街道下辖以下地区：
绣品社区、华景社区、福景社区、华荟社区、陇枕社区、御院社区、新世纪社区、番奥社区、南郊村、蚬涌村、陈涌村和草河村。

## 历史
- 2002年3月28日，由原市桥镇析出的四个街道办事处之一，含南郊村和华景、绣品、福景、华荟4个社区。

- 2007年1月1日，原属沙湾镇东面的陈涌村、蚬涌村、草河村和陇枕社区从前者析出。

- 2008年1月1日，御院正式从绣品社区析出，番奥、新世纪社区正式从陇枕社区析出。

- 2012年11月21日，昊龙社区正式从新世纪社区析出。